# Gerard Moerdijk
Gerard Leendert Pieter Moerdijk, conocido también como Gerard Moerdyk, su nombre en afrikáans,  (Zwaershoek, 4 de marzo de 1890 - Nylstroom, 29 de marzo de 1958) fue un arquitecto sudafricano, conocido sobre todo por ser el diseñador del Monumento al voortrekker. 

## Biografía
Nacido en la república del Transvaal, era hijo de padres neerlandeses emigrados a Sudáfrica en 1888. Durante la guerras de los Bóer (1899-1902), Moerdijk fue internado en un campo de concentración británico en Standerton, junto a su madre y a sus hermanos. La familia entera sobrevivió.
Tras la guerra, los Moerdijk se instalaron en Pretoria donde Gerard estudió en la Pretoria Boys High School. Licenciado con honores en 1909, siguió los estudios de arquitectura en Inglaterra, Francia e Italia donde se especializó en la arquitectura del Renacimiento y la de la Antigua Roma.
Moerdijk fue el primer sudafricano que se convirtió en miembro del Royal Institute of British Architects.
De regreso a su país en 1913, el primer encargo que recibió fue la construcción de la iglesia de Bothaville, encargo que recibió tras ganar el concurso de adjudicación. Se le conoce por ser el autor de más de 80 iglesias en las que incorporó elementos de la arquitectura tradicional holandesa del Cabo: incorporación de cúpulas, cambio de planta en forma de cruz por una planta octogonal, ventanas elevadas, etc.
Fue el diseñador de numerosos bancos, hospitales, ayuntamientos y casas particulares. Destaca la construcción del reserve Bank en Bloemfontein y la biblioteca Merensky de la Universidad de Pretoria, declarada monumento nacional en 1991. 
El monumento al voortrekker en Pretoria, está considerado como su obra maestra. El proyecto de Moerdijk fue aprobado en 1936 por la comisión de monumentos de los pueblos del centro y su construcción se inició en 1937. 
La Academia Sudafricana de Artes y Ciencias le nombró miembro honorario en 1936 y en 1950 la Universidad de Sudáfrica le nombró doctor honoris causa.
- Datos: Q2837735
- Multimedia: Gerard Moerdijk / Q2837735